# Finale KNVB Beker 2023 (mannen)
De finale van de KNVB Beker 2022/23 was een voetbalwedstrijd die gespeeld werd tussen Ajax en PSV op 30 april 2023 in Stadion Feijenoord te Rotterdam. PSV won voor de elfde keer de KNVB Beker door net zoals in de vorige editie Ajax te verslaan. Na een 1–1 gelijkspel won PSV in de eerste penaltyserie in een KNVB Bekerfinale sinds 2009 met 3–2. Door de overwinning plaatste PSV zich voor de play-offronde van de UEFA Europa League 2023/24 en de Johan Cruijff Schaal 2023. De wedstrijd werd geleid door Dennis Higler.

## Voorgeschiedenis
Ajax speelde voor een 28ste keer in de finale van de KNVB Beker. Ajax' laatste finale ging verloren, in 2022 tegen PSV, maar Ajax won de trofee 20 keer eerder, waarvan voor het laatst met 2–1 van Vitesse in 2021. Het was de vierde achtereenvolgende gespeelde KNVB Bekerfinale waarin Ajax speelde. PSV stond 18 keer eerder in de bekerfinale en won de trofee 10 keer eerder, waaronder in 2022.
Ajax en PSV stonden een jaar eerder ook al tegenover elkaar in de KNVB Bekerfinale, toen PSV dankzij doelpunten van Érick Gutiérrez en Cody Gakpo met 2–1 won. Het was voor het eerst in de geschiedenis van de KNVB Beker dat opeenvolgende edities van de finale gespeeld werd door dezelfde twee clubs. Voorafgaand aan 2022 werd De Topper al drie keer gespeeld in de KNVB Bekerfinale, telkens met Ajax als winnaar: in 1970 met 2–0, in 1998 met 5–0 en in 2006 met 2–1.
Voorafgaand aan de bekerfinale hadden beide clubs elkaar in het Eredivisieseizoen 2022/23 al tweemaal getroffen. Beide van die wedstrijden werden gewonnen door PSV: in de Johan Cruijff ArenA met 1–2 en in het Philips Stadion, een week voor de bekerfinale, met 3–0. PSV won eerder in het seizoen bovendien met 3–5 van Ajax in de Johan Cruijff Schaal.
John Heitinga stond als hoofdtrainer nog nooit eerder in een finale. Als speler speelde hij wel al twee keer de finale van de KNVB Beker, beide keren gewonnen met Ajax: in 2006 met 2–1 van PSV en in 2007 na strafschoppen tegen AZ. Ruud van Nistelrooij stond als hoofdtrainer één keer in een finale en won die met PSV, met 5–3 van Ajax in de Johan Cruijff Schaal 2022. Als speler stond hij één keer eerder in de finale van de KNVB Beker: in 2001 verloor hij met PSV na strafschoppen van FC Twente.
Scheidsrechter Dennis Higler floot nooit eerder een KNVB Bekerfinale. Wel was hij twee keer eerder de scheidsrechter bij een wedstrijd tussen Ajax en PSV, in de edities van de Johan Cruijff Schaal van 2019 (2–0 winst Ajax) en 2022 (3–5 winst PSV).

## Weg naar de finale
| Ajax                                                     | Ronde | PSV                                                       |
| bye                                                      | 1R    | bye                                                       |
| FC Den Bosch 0–2 Ajax Stadion De Vliert, 11 januari 2023 | 2R    | Sparta Rotterdam 1–2 PSV Het Kasteel, 10 januari 2023     |
| FC Twente 0–1 Ajax De Grolsch Veste, 9 februari 2023     | AF    | PSV 3–1 FC Emmen Philips Stadion, 8 februari 2023         |
| De Graafschap 0–3 Ajax De Vijverberg, 2 maart 2023       | KF    | PSV 3–1 ADO Den Haag Philips Stadion, 2 maart 2023        |
| Feyenoord 1–2 Ajax Stadion Feijenoord, 5 april 2023      | HF    | SV Spakenburg 1–2 PSV Sportpark De Westmaat, 4 april 2023 |

### Ajax
Doordat Ajax actief was in het Europees clubvoetbal, werd Ajax vrijgeloot voor de eerste ronde. In de tweede ronde lootte Ajax een uitwedstrijd tegen eerste divisionist FC Den Bosch. In de negentiende minuut zette Dušan Tadić Ajax met een strafschop op een 0–1 voorsprong na een overtreding van Dino Halilović op Kenneth Taylor. Later in de eerste helft raakte Francisco Conceição de lat. Aan het begin van de tweede helft schoot Taylor raak met een schot van buiten het strafschopgebied. Er werd vervolgens niet meer gescoord in de wedstrijd en dus won Ajax met 0–2. In de achtste finales speelde Ajax uit tegen FC Twente, dat het hele seizoen nog niet verloren had in thuiswedstrijden. FC Twente was in de eerste helft meerdere keren gevaarlijk, maar wist niet te scoren. Ajax werd later in de wedstrijd gevaarlijker en maakte via Mohammed Kudus in de zeventigste minuut het enige doelpunt van de wedstrijd. In de kwartfinales volgde een uitwedstrijd tegen De Graafschap. Na twaalf minuten schoot Jorge Sánchez raak uit een voorzet van Brian Brobbey. In de 26ste minuut scoorde Steven Bergwijn met een schot van buiten het strafschopgebied. In de eerste helft gingen twee doelpunten van Ajax niet door wegens buitenspel en bij de start van de tweede helft gebeurde overkwam ook De Graafschap dat. Brobbey raakte in de tweede helft de paal en zette een paar minuten later de eindstand 3–0 op het scorebord door te profiteren van een fout van Rio Hillen. In de halve finales speelde Ajax De Klassieker in De Kuip tegen Feyenoord, dat het hele seizoen nog niet had verloren in thuiswedstrijden. In de veertiende minuut profiteerde Dušan Tadić van een botsing tussen Marcus Pedersen en Alireza Jahanbakhsh door de score te openen. In de blessuretijd van de eerste helft kwam Feyenoord langszij, omdat Santiago Giménez een voorzet van Jahanbakhsh binnen kopte. Vlak na de rust herstelde Ajax zijn voorsprong. Nadat Bergwijn en Tadić op Timon Wellenreuther stuitten, wist Davy Klaassen wel te scoren. Na zestig minuten werd de wedstrijd tijdelijk gestaakt, omdat Klaassen een hoofdwond had gekregen door een vanaf de tribunes gegooide aansteker. Na de hervatting raakte Giménez de paal en kreeg Taylor zijn tweede gele kaart, maar werd er niet meer gescoord. Zodoende kwalificeerde Ajax zich voor de finale.

### PSV
PSV werd vrijgeloot voor de eerste ronde door zijn deelname aan het Europees clubvoetbal. PSV lootte in de tweede ronde een uitwedstrijd tegen Sparta Rotterdam, waartegen PSV drie dagen eerder met 0–0 gelijkspeelde in de competitie. Xavi Simons opende de score op Het Kasteel in de 34ste minuut. Vijf minuten later stuitte Anwar El Ghazi op Nick Olij, maar de 0–2 viel alsnog toen Noni Madueke in de blessuretijd van de eerste helft na een dribbel scoorde met een van richting veranderd schot. Na een uur maakte Arno Verschueren voor Sparta Rotterdam de aansluitingstreffer, nadat Joël Drommel de bal losliet. Dat doelpunt werd niet gevolgd door een gelijkmaker, waardoor PSV het in de achtste finales mocht opnemen tegen FC Emmen in het Philips Stadion. Binnen een kwartier scoorde Jarrad Branthwaite al twee keer, met een kopbal en een afstandsschot. Aan het begin van de tweede helft maakte Mark Diemers de 2–1 door van afstand de kruising te vinden. De wedstrijd werd in de 76ste minuut beslist door een doelpunt van Luuk de Jong. In de kwartfinales wachtte voor PSV een thuiswedstrijd tegen ADO Den Haag. Johan Bakayoko zette een veel sterker PSV in de twaalfde minuut op voorsprong met een van richting veranderde volley. In de 21ste minuut maakte Guus Til op aangeven van Branthwaite de 2–0. In de tweede helft scoorde PSV wederom, toen Ibrahim Sangaré met een hard afstandsschot de kruising vond. Twee minuten later scoorde ook Malik Sellouki met een afstandsschot in de kruising, maar de wedstrijd werd niet meer spannend en PSV bekerde verder. De laatste horde van PSV richting de bekerfinale was SV Spakenburg, de derde amateurclub ooit in de halve finales van de KNVB Beker. Na een aantal gemiste kansen kwam PSV vlak voor de rust op een voorsprong op sportpark De Westmaat. Een hoekschop van Joey Veerman werd verlengd door André Ramalho en binnengetikt door Érick Gutiérrez. Binnen een minuut na de rust schoot Patrick van Aanholt de 0–2 binnen. SV Spakenburg maakte via Dwayne Green de 2–1, maar wist niet meer gelijk te maken. Zodoende kwalificeerde PSV zich voor de finale.

## Wedstrijd

### Verloop
Ajax miste Kenneth Taylor door een rode kaart in de halve finale tegen Feyenoord en Mohammed Kudus door een blessure. Bij PSV startte Joël Drommel als doelman in plaats van Walter Benítez, omdat Drommel was gekozen als doelman in het bekertoernooi. De wedstrijd begon twee minuten later wegens rook dat was veroorzaakt door afgestoken vuurwerk. In de eerste helft waren er weinig kansen, maar werden er mede door opstootjes vijf gele kaarten gegeven, aan Jorge Sánchez, Edson Álvarez en Steven Bergwijn van Ajax en Luuk de Jong en Jordan Teze van PSV. Aan het eind van de eerste helft werkte Jarrad Branthwaite de bal in eigen doel na een schot van Bergwijn, die speelde tegen zijn voormalige club, waardoor Ajax een 1–0 voorsprong had bij de rust. Bij Ajax werd Jorge Sánchez in de rust vervangen door Devyne Rensch. In de tweede helft raakte Brian Brobbey de paal en maakte Thorgan Hazard, vlak daarvoor met Anwar El Ghazi ingevallen voor Johan Bakayoko en Guus Til, in de 67ste minuut de gelijkmaker door een pass van Xavi Simons binnen te tikken. In de tweede helft kregen Rensch, André Ramalho en Simons gele kaarten en vielen Calvin Bassey, Francisco Conceição en Owen Wijndal in voor Florian Grillitsch, Steven Berghuis en Jorrel Hato, maar werd er geen winnende doelpunt gemaakt, waardoor een verlenging volgde om de winnaar te bepalen. In de verlenging werden aan El Ghazi en Wijndal de negende en tiende gele kaarten van de wedstrijd gegeven, werden Simons en De Jong bij PSV vervangen door Érick Gutiérrez en Fábio Silva en vielen bij Ajax jongelingen Mika Godts en Silvano Vos in voor Bergwijn en Davy Klaassen, maar waren er geen grote kansen meer. Zodoende eindigde wedstrijd in een 1–1 gelijkspel en volgde een strafschoppenserie. Dušan Tadić en Hazard schoten de eerste penalty's in, maar vervolgens misten Brobbey, Ramalho, Jurriën Timber en Sangaré. Nadat Godts en El Ghazi raak schoten, werd de penalty van Álvarez gestopt door Drommel, waarna Silva de beslissende penalty binnenschoot.

### Details
|                             |                                    |                                 |                                       | |
| 30 april 2023 18:00 (UTC+2) | Ajax                               | 1 – 1 (n.v.) (1 – 0) 2 – 3 pen. | PSV                                   | Stadion: Stadion Feijenoord, Rotterdam Toeschouwers: 40.650 Scheidsrechter: Dennis Higler Assistenten: Joost van Zuilen Assistenten: Mario Diks Vierde official: Sander van der Eijk Video-assistent: Rob Dieperink AVAR: Freek Vandeursen |
| 30 april 2023 18:00 (UTC+2) | Branthwaite 42' (e.d.)             |                                 | 67' Hazard                            | Stadion: Stadion Feijenoord, Rotterdam Toeschouwers: 40.650 Scheidsrechter: Dennis Higler Assistenten: Joost van Zuilen Assistenten: Mario Diks Vierde official: Sander van der Eijk Video-assistent: Rob Dieperink AVAR: Freek Vandeursen |
| 30 april 2023 18:00 (UTC+2) | Strafschoppen                      |                                 |                                       | Stadion: Stadion Feijenoord, Rotterdam Toeschouwers: 40.650 Scheidsrechter: Dennis Higler Assistenten: Joost van Zuilen Assistenten: Mario Diks Vierde official: Sander van der Eijk Video-assistent: Rob Dieperink AVAR: Freek Vandeursen |
| 30 april 2023 18:00 (UTC+2) | Tadić Brobbey Timber Godts Álvarez |                                 | Hazard Ramalho Sangaré El Ghazi Silva | Stadion: Stadion Feijenoord, Rotterdam Toeschouwers: 40.650 Scheidsrechter: Dennis Higler Assistenten: Joost van Zuilen Assistenten: Mario Diks Vierde official: Sander van der Eijk Video-assistent: Rob Dieperink AVAR: Freek Vandeursen |
|                             |                                    |                                 |                                       | |

| Ajax | PSV |

| DM             | 12 | Gerónimo Rulli       |          |
| RA             | 19 | Jorge Sánchez        | 30' 46'  |
| CV             | 02 | Jurriën Timber       |          |
| CV             | 04 | Edson Álvarez        | 37'      |
| LA             | 57 | Jorrel Hato          | 75'      |
| CM             | 21 | Florian Grillitsch   | 68'      |
| CM             | 06 | Davy Klaassen        | 116'     |
| AM             | 10 | Dušan Tadić          |          |
| RB             | 23 | Steven Berghuis      | 75'      |
| SP             | 09 | Brian Brobbey        |          |
| LB             | 07 | Steven Bergwijn      | 45' 116' |
| Wisselspelers: |    |                      |          |
| DM             | 01 | Maarten Stekelenburg |          |
| DM             | 22 | Remko Pasveer        |          |
| VD             | 03 | Calvin Bassey        | 68'      |
| VD             | 05 | Owen Wijndal         | 75' 95'  |
| VD             | 15 | Devyne Rensch        | 46' 60'  |
| VD             | 25 | Youri Baas           |          |
| MV             | 26 | Youri Regeer         |          |
| MV             | 38 | Kristian Hlynsson    |          |
| MV             | 41 | Silvano Vos          | 116'     |
| AV             | 18 | Lorenzo Lucca        |          |
| AV             | 35 | Francisco Conceição  | 75'      |
| AV             | 39 | Mika Godts           | 116'     |
| Coach:         |    |                      |          |
| John Heitinga  |    |                      |          |

| DM                   | 16 | Joël Drommel          |           |
| RA                   | 03 | Jordan Teze           | 45' 76'   |
| CV                   | 05 | André Ramalho ( 106') | 79'       |
| CV                   | 22 | Jarrad Branthwaite    |           |
| LA                   | 30 | Patrick van Aanholt   | 120+1'    |
| CM                   | 06 | Ibrahim Sangaré       |           |
| CM                   | 23 | Joey Veerman          |           |
| AM                   | 20 | Guus Til              | 59'       |
| RB                   | 27 | Johan Bakayoko        | 59'       |
| SP                   | 09 | Luuk de Jong          | 43' 106'  |
| LB                   | 07 | Xavi Simons           | 90+2' 98' |
| Wisselspelers:       |    |                       |           |
| DM                   | 01 | Walter Benítez        |           |
| DM                   | 24 | Boy Waterman          |           |
| VD                   | 18 | Olivier Boscagli      |           |
| VD                   | 29 | Phillipp Mwene        | 76'       |
| VD                   | 48 | Fedde Leysen          |           |
| VD                   | 53 | Jenson Seelt          |           |
| MV                   | 15 | Érick Gutiérrez       | 98'       |
| AV                   | 10 | Fábio Silva           | 106'      |
| AV                   | 11 | Thorgan Hazard        | 59'       |
| AV                   | 21 | Anwar El Ghazi        | 59' 92'   |
| AV                   | 33 | Sávio                 |           |
| AV                   | 42 | Fodé Fofana           |           |
| Coach:               |    |                       |           |
| Ruud van Nistelrooij |    |                       |           |

### Statistieken
| Statistieken       | Ajax | PSV |
| ------------------ | ---- | --- |
| Doelpunten         | 1    | 1   |
| Gele kaarten       | 5    | 6   |
| Rode kaarten       | 0    | 0   |
| Wissels            | 6    | 5   |
| Schoten op doel    | 0    | 5   |
| Schoten naast doel | 13   | 7   |
| Hoekschoppen       | 3    | 5   |
| Buitenspel         | 2    | 3   |
| Balbezit (%)       | 61   | 39  |